# Psectrosema tamaricinum
Psectrosema tamaricinum är en tvåvingeart som först beskrevs av Jean-Jacques Kieffer 1909.  Psectrosema tamaricinum ingår i släktet Psectrosema och familjen gallmyggor.
Artens utbredningsområde är Egypten. Inga underarter finns listade i Catalogue of Life.